# راي داليو
راي داليو (بالإنجليزية: Ray Dalio) (ولد في 8 أغسطس 1949) رجل أعمال أمريكي، مؤسس شركة بريدج وتر للإستثمار، واحدة من أكبر صناديق التحوط في العالم.
في عام 2012، ظهر داليو ضمن قائمة تايم 100 لأكثر 100 شخصية نفوذا في العالم. وفي عامي 2011 و 2012 ظهر داليو في مجلة سوق بلومبيرغ كواحد من أكثر 50 شخصا نفوذا في العالم. كما وضعته مجلة ألفا في المركز الثاني في قائمة أغنياء 2012. في أكتوبر 2014، وضعت مجلة فوربس داليو في المركز الثلاثين من أغنياء أمريكا، وفي المركز التاسع والستين في العالم بصافي ثروة تصل إلى 15.2 مليار دولار.

## السيرة الذاتية

### النشأة والتعليم
ولد داليو في مرتفعات جاكسون، كوينز، نيويورك، الولايات المتحدة. والده موسيقار جاز، بدأ راي بالإستثمار من الثانية عشر. في هذه السن المبكرة، قام بشراء أسهم في الشركة الشمالية الشرقية للخطوط الجوية بقيمة 300 دولار ليتضاعف إستثماره ثلاثة أضعاف بعد دمج الشركة مع شركة خطوط دلتا الجوية.
حصل داليو على درجة البكالوريوس في الإقتصاد من جامعة لونغ آيلاند، ودرجة ماجستير إدارة الأعمال من كلية هارفرد للأعمال.

### الحياة العملية
بعد إكمال تعليمه، إتجه داليو للعمل في بورصة نيويورك وإستثمار السلع المستقبلية بنيويورك، ثم أصبح مدير للسلع الأساسية في دومينيك أند ديكرمان. في عام 1974، أصبح سمسار أسهم في مركز هايدن شيرسون. في عام 1975، أسس شركة ويست بورت لإستثمار في كونيتيكت والتي أصبحت في عام 2012 أكبر شركة سياج في العالم حيث وصلت قيمة أسهمهم لحوالي 160 مليار في أكتوبر 2014.
في عام 2007، توقع داليو الأزمة المالية العالمية، وفي عام 2008، نشر مقال عن "ألية عمل الاقتصاد؛ أطروحة لفهم ما يحدث الآن" شرح فيها رأيه عن أسباب الأزمة المالية وكيفية الخروج منها.
في عام 2011، نشر كتاب 123 صفحة بنفسه أسماه المبادئ، شرح فيه منطقه وفلسفته الشخصية الذي إعتمد عليه في الإستثمار وإدارة شركاته، وكيف أنه بالمراقبة والتحليل والتطبيق العملي تستطيع النجاح في أي عمل.
في عام 2013، نشر داليو فيديو على اليوتيوب شارك فيها أسرار إستثماره ونظرياته الاقتصادية مدته 30 دقيقة، بنفس عنوان أطروحته «آلية عمل الاقتصاد». شوهد الفيديو ما يقرب من 3.2 مرة. وتمت ترجمته إلى العديد من اللغات مثل اليابانية، الصينية، الروسية، الإسبانية، الألمانية، الإيطالية والفرنسية.

## الشخصية
داليو هو ابن وحيد لوالدين أمريكيين ذو أصل إيطالي. أقام أغلب حياته مع زوجته باربرا داليو في غرينويتش بولاية كونيتيكت، ويشتهر بحبه لممارسة تقنية التأمل التجاوزي.
في أبريل 2011، إشترك داليو وزجته باربرا في حملة تعهد العطاء الذي أنشاها كلا من بيل جيتس ووارن بافت، حيث وعد داليو بأن يتبرع بأكثر من نصف ثروته للأعمال الخيرية خلال فترة حياته.
في عام 2014، صنف داليو كأغنى شخص في ولاية كونيتيكت، بثروة وصلت إلى ما يقرب من 14.3 مليار دولار.

## وصلات خارجية
- راي داليو على موقع IMDb (الإنجليزية)
- راي داليو على موقع مونزينجر (الألمانية)

- Profile at Forbes
- Ray Dalio
- "Most Influential 50 People in Global Finance" Bloomberg Markets, September 7, 2011
- "Mastering the Machine" New Yorker, July 25, 2011
- "In Punishing Year for Hedge Funds, Biggest One Thrived" The New York Times, January 26, 2012
- "Ray-man running hedge fund in his own image" Financial Times, March 2, 2012
- "Ray Dalio Quotations"
- Ray Dalio: How The Economic Machine Works (video) على يوتيوب